# 34456 Lydiareznik
34456 Lydiareznik è un asteroide della fascia principale. Scoperto nel 2000, presenta un'orbita caratterizzata da un semiasse maggiore pari a 2,7361485 au e da un'eccentricità di 0,0761062, inclinata di 8,78378° rispetto all'eclittica.